# Webster A. Young
Webster A. Young ist ein US-amerikanischer Opern- und Ballettkomponist.
Young hatte Kompositionsunterricht bei Samuel Barber und Charles Jones. Er wurde in den 1980er Jahren als Komponist von zehn Balletten bekannt und gilt damit als bedeutendster amerikanischer Ballettkomponist dieser Zeit. In dem Dokumentarfilm Two for Ballet stellte der Ballett-Experte David Vaughan diese Ballette und Youngs Zusammenarbeit mit dem Choreographen Eric Hyrst vor.
Seit Anfang der 1990er Jahre komponierte er fünf Opern, darunter zwei (The Sun Also Rises, 1996 und Madrid, 1998) nach Erzählungen von Ernest Hemingway. Außerdem komponierte Young u. a. eine Sinfonie (1982), ein Klavierkonzert, eine Streichersuite sowie Werke für Klavier, Violine und Gitarre solo. Seit 1998 ist er künstlerischer Leiter der Long Island Opera.

## Werke
- Antigone Incidental Music
- Le Peintre de Matadors, Ballett
- Summer Ballet
- Album, Ballett
- Polonaise, Pas de Deux
- Two Ballet Scenes
- Vintage, Ballett
- Tango, Ballettsuite
- The Judgement of Paris, Ballett
- Waltzes, Ballett
- Air for Strings, Ballett
- The Vendor, Ballett
- The Wrong Party, Oper, 1994
- The Sun Also Rises, Oper, 1996
- Madrid, Oper, 1997
- Stocks, Bonds, and Doggerel, Oper, 2000
- As You Like It, Oper nach William Shakespeare, 2002